# Étienne Soulange-Bodin
Pour les articles homonymes, voir Soulange Bodin.
 (août 2019).
Si vous disposez d'ouvrages ou d'articles de référence ou si vous connaissez des sites web de qualité traitant du thème abordé ici, merci de compléter l'article en donnant les références utiles à sa vérifiabilité et en les liant à la section « Notes et références ».
Le chevalier Étienne Soulange-Bodin (né le 6 juin 1774 à Montrichard et mort le 23 juillet 1846 à Ris-Orangis dans son domaine du château de Fromont) est un homme politique, diplomate et botaniste français. 

## Biographie
Étienne Soulange-Bodin est le fils de Pierre Joseph François Bodin et de Françoise Emmanuelle Mesnard.
Il épouse Mlle Calmelet, fille d'Etienne Calmelet, très proche des Bonaparte et qui avait été témoin au mariage de Bonaparte avec Joséphine de Beauharnais.

### Le botaniste

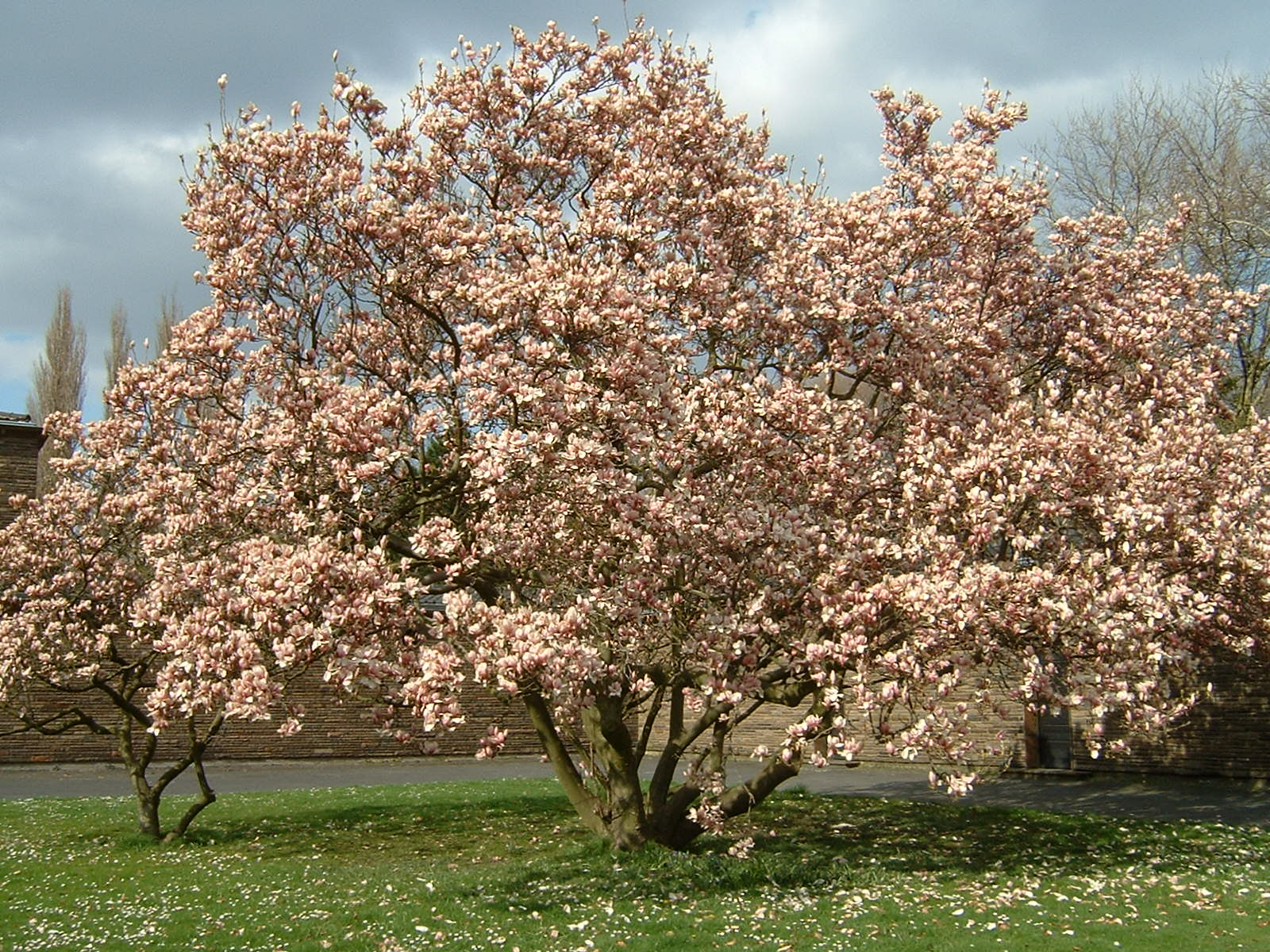
Magnolia de Soulange

Homme passionné, président de la Société linnéenne de Paris, de la Société royale et centrale d'agriculture, de la Société royale d'horticulture de Londres, il révolutionne le monde de l'horticulture par sa pratique et sa théorie.
Il achète le château de Fromont, où il met en place de nouvelles méthodes de conservation des plantes dont il dispose plus de 3 000 variétés.
Il fonde en 1829 la première école d'horticulture française où il utilise la science pour développer la botanique. Charles X lui rend visite et baptise l'institut royal d'horticulture de Fromont. Soulange-Bodin permet l'évolution des jardins avec un caractère social par un nombre plus large de propriétaires.
Il fut l'inventeur du magnolia de Soulange – magnolia très planté aujourd'hui – et l'organisateur des premières expositions florales au Louvre en 1832.
On reproche à Soulange-Bodin d'avoir développé la passion de l'impératrice Joséphine pour l'horticulture qui occasionna des dépenses inconsidérées à la Malmaison.

### L'homme politique
Proche du pouvoir, il est conseiller des ministres, chef de cabinet et ami d'Eugène de Beauharnais en France.
Il fut maire de Ris-Orangis (Seine-et-Oise) du 4 janvier 1829 au 30 septembre 1846.
Napoléon lui décerne la Légion d'honneur et la Couronne de fer.

## Publications
- 1824 : Catalogue des plantes rares cultivées et multipliées dans le jardin de Fromont ;
- 1826 : Notice sur une nouvelle espèce de magnolia, relation de la fête champêtre annuelle célébrée par la Société linnéenne de Paris, le 24 mai 1826 : 12 pages ;
- 1827 : Notice sur les soins à donner aux camellias, annales de la Société d'horticulture de Paris, 7 pages ;
- 1827 : Discours sur l'importance de l'horticulture, et sur les avantages de son union avec les sciences physiques, annales linnéennes : 20 pages ;
- 1842 : Conseil général de l'agriculture. Rapport fait, au nom de la commission des questions diverses, sur le reboisement des montagnes, annales de l'agriculture française : 31 pages ;
- sans date : Coup d'œil historique sur les progrès de l'horticulture française depuis 1789, annales de la Société royale d'horticulture de Paris, XVII : 36 pages.